# Ligidium acutitelson
Ligidium acutitelson là một loài chân đều trong họ Ligiidae. Loài này được Wang & Kwon miêu tả khoa học năm 1993.